# Renac
Renac (bretonisch: Ranneg) ist eine französische Gemeinde mit 1.032 Einwohnern (Stand: 1. Januar 2022) im Département Ille-et-Vilaine in der Region Bretagne. Die Gemeinde gehört zum Arrondissement Redon und zum gleichnamigen Kanton Redon. Die Einwohner werden Renacois genannt.

## Geografie
Renac liegt zur Grenze zum Département Loire-Atlantique. Umgeben wird Renac von den Nachbargemeinden Saint-Just im Norden, Langon im Osten, La Chapelle-de-Brain im Südosten, Avessac im Süden, Sainte-Marie im Südwesten, Bains-sur-Oust im Westen und Südwesten sowie Sixt-sur-Aff im Nordwesten.

## Bevölkerungsentwicklung
| 1962                      | 1968 | 1975 | 1982 | 1990 | 1999 | 2006 | 2012 |
| ------------------------- | ---- | ---- | ---- | ---- | ---- | ---- | ---- |
| 953                       | 912  | 768  | 728  | 773  | 859  | 909  | 974  |
| Quelle: Cassini und INSEE |      |      |      |      |      |      |      |

## Sehenswürdigkeiten
Siehe auch: Liste der Monuments historiques in Renac
- Kirche Saint-André
- Mühlen Les Buttes Saint-Julien, Anfang des 19. Jahrhunderts errichtet, Monument historique
- Mühle Faubuisson
- Schloss Le Brossay aus dem Jahre 1894
- Schloss La Touche aus dem 17. Jahrhundert
- Schloss Le Petit Bois

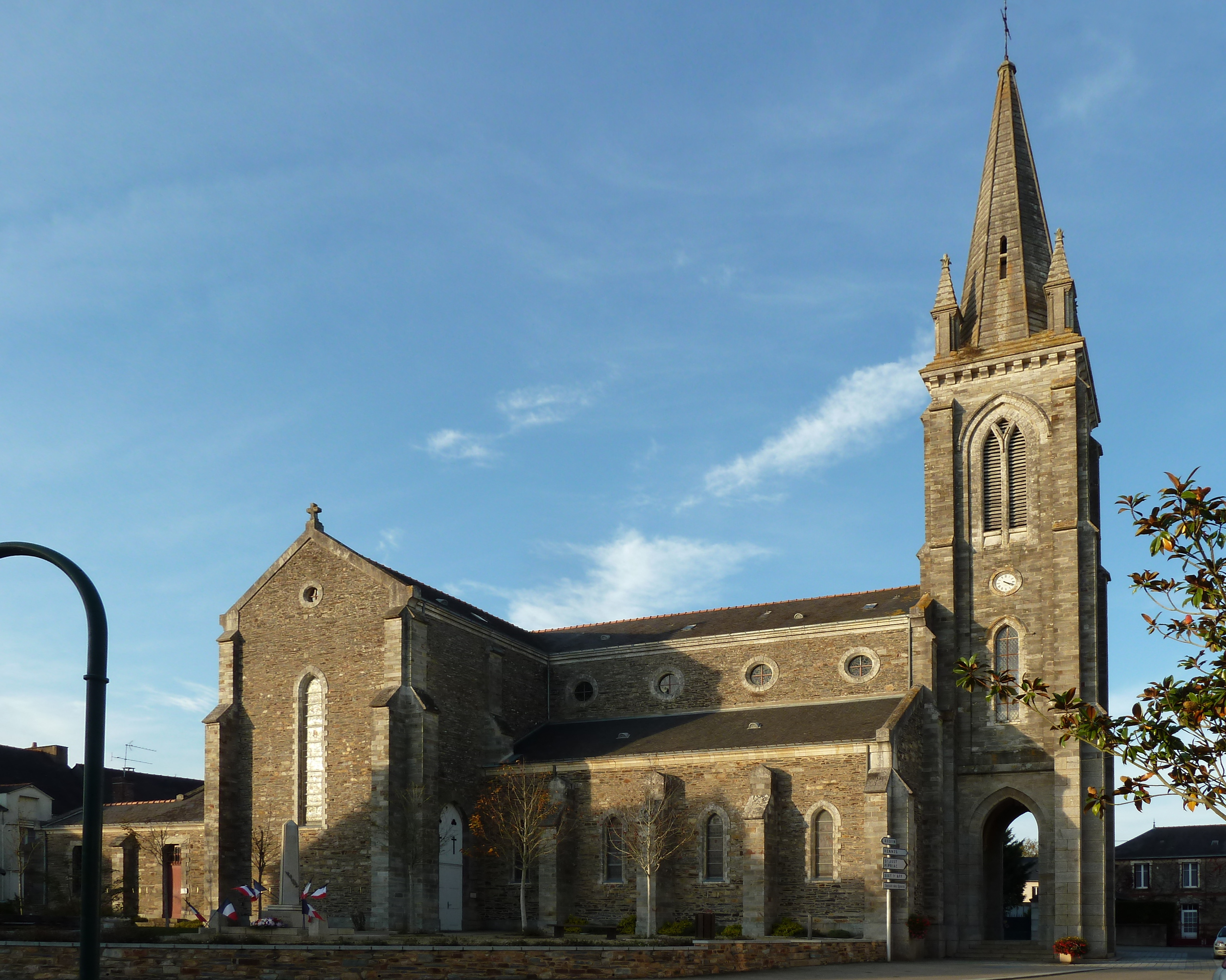
Kirche Saint-André
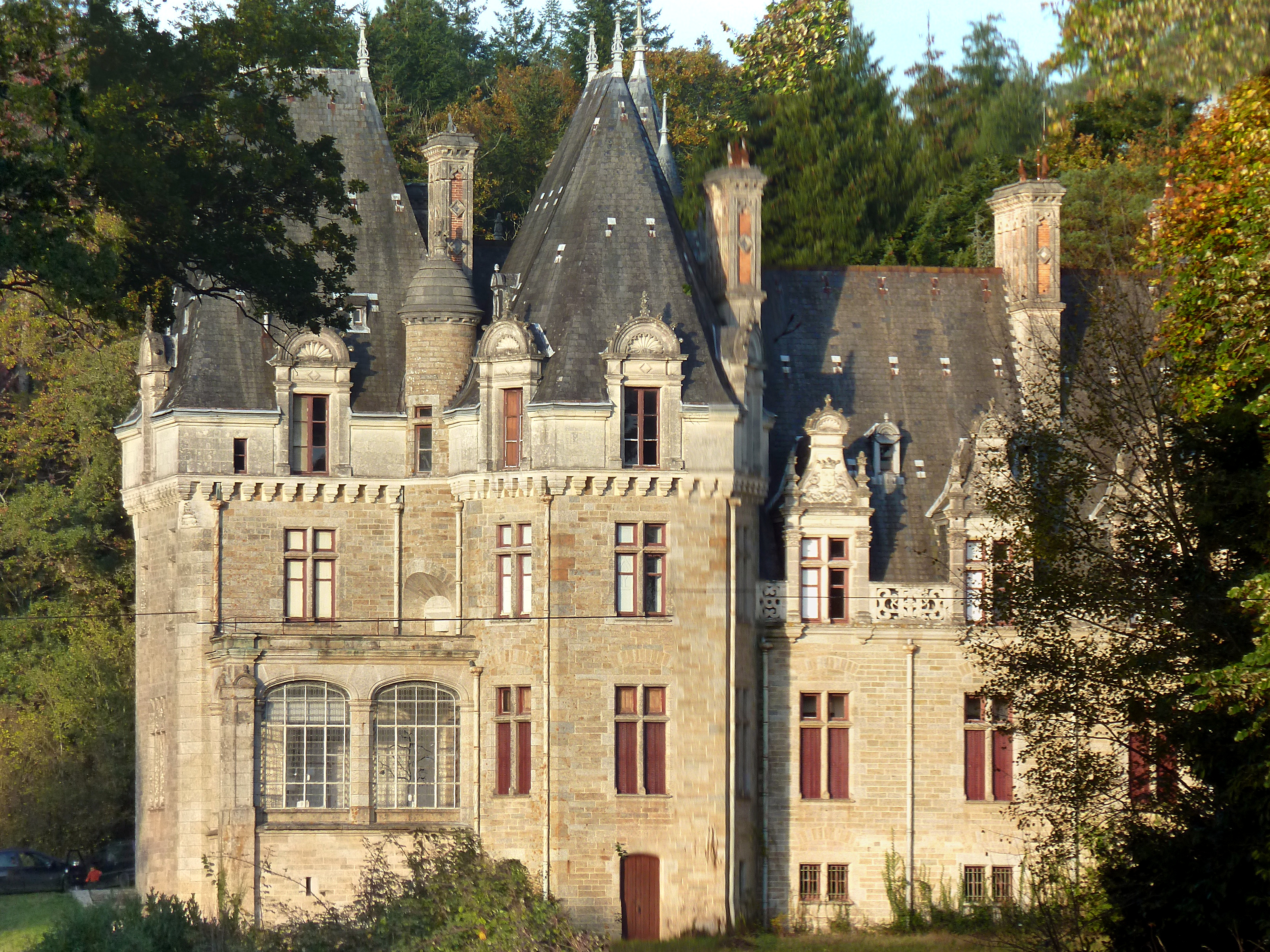
Schloss Le Brossay
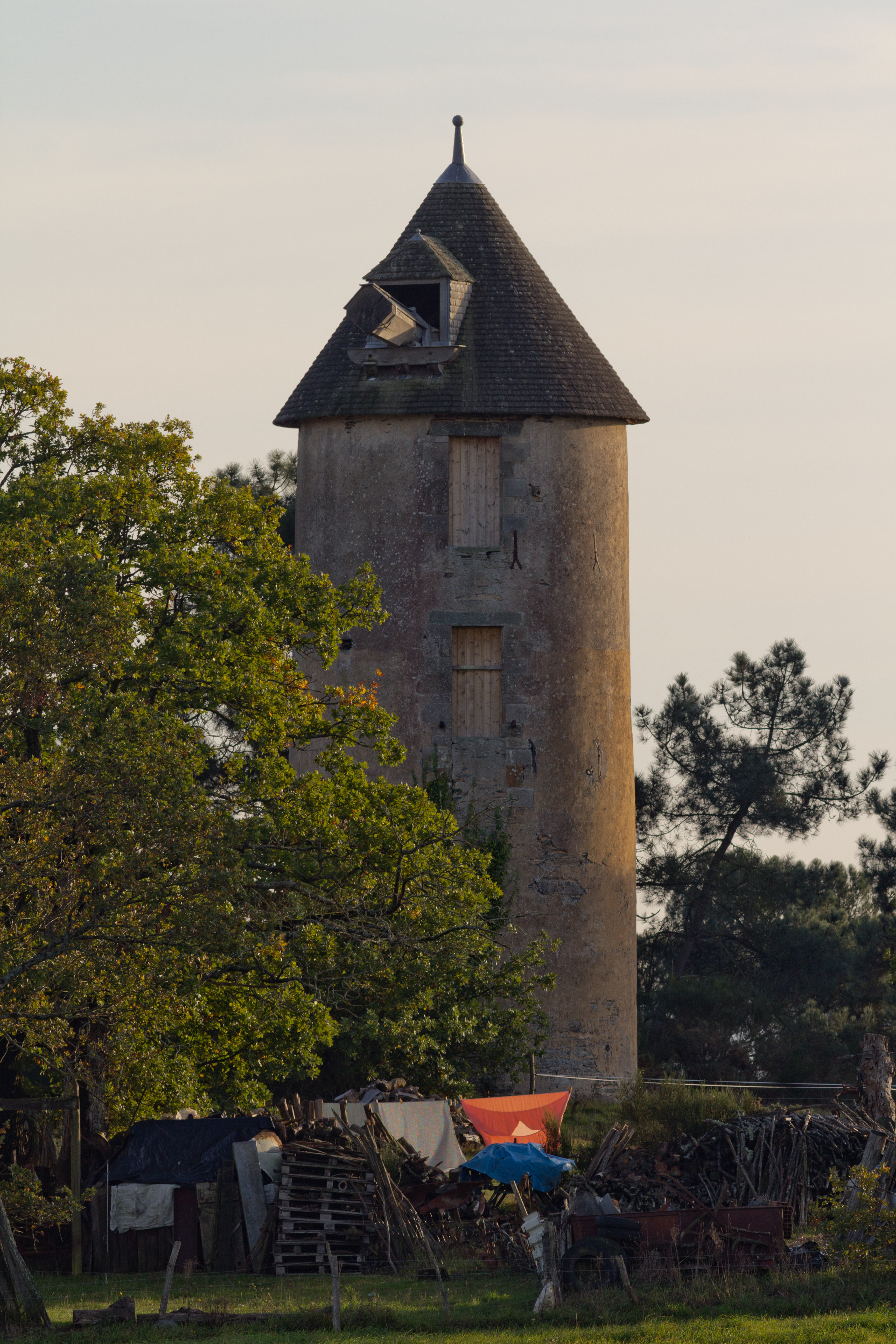
Mühle Les Buttes Saint-Julien
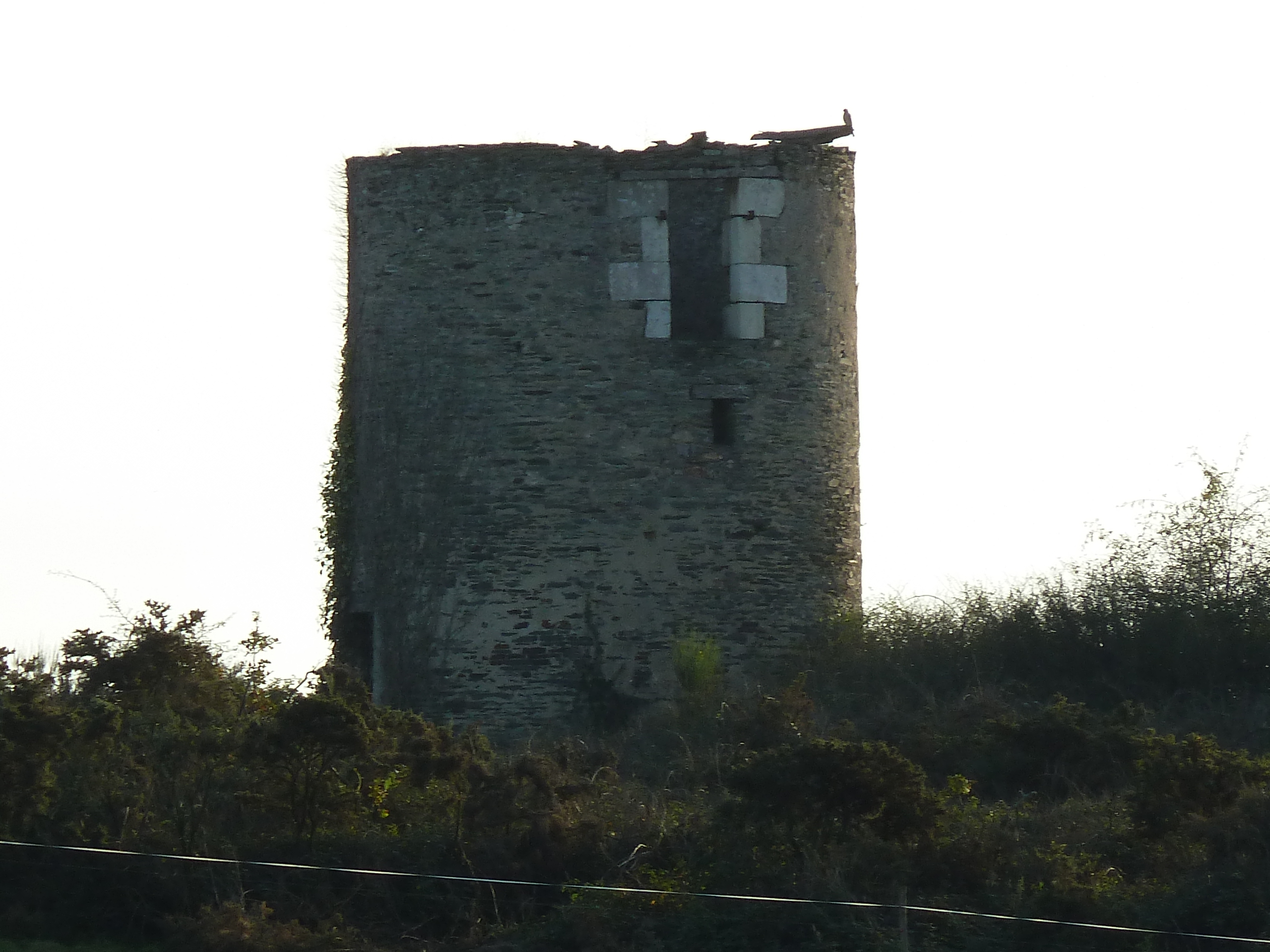
Ruine der zweiten Mühle von Les Buttes Saint-Julien